# 박경식 (역사가)
박경식(朴慶植, 1922년~1998년)은 일본에서 '조선인 강제연행의 기록'을 집필한 역사학자로 재일 한국인 1세이다.

## 생애
박경식은 1922년 경상북도에서 태어났으며 1929년 일본으로 이주했다. 1949년 도요 대학 문학부 사학과를 졸업하고 조선 중ㆍ고급학교, 조선대학교 교원을 역임하면서 조선근대사를 연구하였다. 태평양전쟁 종전 후, 희생자에 대한 연구가 이루어지지 않고 있는 상황에서 일본 전역을 찾아다니며 자료를 수집하고 생존자의 증언을 모아, 1965년 '조선인 강제연행의 기록'을 펴냈다. 이 책은 50판 이상 발간되었고, 재일한국인 문제를 일본학계에서 본격적으로 다루도록 하는 계기가 됐다. 그는 또한 ‘조선 3.1 독립운동’ ‘재일 조선인 운동사’ 등의 저서를 남겼으며 일본의 한국인 강제연행 실태를 규명하는 사회운동에도 적극 참가했다.